# هالة عياد
هالة عياد  ممثلة تونسية من مواليد 3 جويلية 1979 في مدينة نابل التونسية.

## السيرة الذاتية
بعد حصولها على الدكتوراه في علوم التسيير سنة 2007 ، أصبحت معاونة دائمة بالمعهد العالي للتصرف بسوسة ثم أستاذة مساعدة في التسويق بالمعهد العالي للتصرف ببنزرت منذ 2009 . عضو المجلس العلمي للمؤسسة الأخيرة منذ عام 2012 وتم انتخابها رئيسة للقسم «التسويق والإدارة واللغة الإنجليزية» في عام 2017.
وفي عام 2008 التحقت بتدريب التمثيل في المسرح تحت إشراف توفيق الجبالي. ثم التقت بعبد الحميد بوشناق الذي أصبح لاحقا شريكا في العمل. وفي عام 2019 ، فازت بجائزة أفضل ممثلة عن دورها في مسلسل "النوبة" لعبد الحميد بوشناق، خلال الدورة الأولى لجوائز الدراما التلفزيونية التي نظمتها دار الصباح.
- 2008 : بيان السرور لتوفيق الجبالي [3]
- 2013 : كايلاس لجان لوك جارسيا [3]
- 2014 : حجرة التصويت 2 [5]
- 2014 : كلام الليل، صفر فاصلة لتوفيق الجبالي، افتتاح مهرجان الحمامات الدولي واختتام مهرجان المسرح العربي [3]
- 2015 : النساء بقلم جان لوك جارسيا، مقتبس من رواية ثماني نساء لروبرت توماس [3]
- 2017 : الفتاة وموت أرييل دورفمان (كممثلة ومخرجة),[3][6][7][8]

وتعاونت أيضًا مع معز الغديري ونوفل عزارة وغازي الزغبيني وسمية بوعلقي.

## فيلموغرافيا

### السينما
- 2016 : الحلوى لعبد الحميد بوشناق [3]
- 2018 : دشرة لعبد الحميد بوشناق
  - 2021: فرططو الذهب لعبد الحميد بوشناق [3]

### تلفزيون
- 2019 : نوبة لعبد الحميد بوشناقة ةقد تمت إذاعته على قناة نسمة,[3][9]
- 2021 : كان يا ماكانش لعبد الحميد بوشناق : سموم
- 2024 : رقوج لعبد الحميد بوشناق : روزا

## روابط خارجية
- هالة عياد على موقع IMDb (الإنجليزية)
- هالة عياد على موقع ألو سيني (الفرنسية)